# 趙應鴻
趙應鴻（？年—？年），清朝政治人物。

## 生平
同治九年三月代辦岳池縣典史。